# Луганский государственный медицинский университет
Луганский государственный медицинский университет имени Святителя Луки  — высшее учебное заведение в городе Луганска. Основан в 1956 году. Статус университета получен в 1994 году. Первоначально действовал лечебный факультет. В 1983 году открыты факультеты иностранных студентов и педиатрический. В 1998 году открыты фармацевтический и стоматологический факультеты. Также действует факультет последипломной подготовки студентов. Большая часть студентов и преподавателей университета остались в Луганске, где продолжают учёбу и работу в Луганском государственном медицинском университете имени Святителя Луки.
Университет готовит врачей различных специальностей, провизоров. Университет имеет три учебных корпуса, аптеку-студию, стоматологическую клинику, стадион, а также ряд кафедр и клиник в медицинских учреждениях города. Так же при университете существует «Дом книги».

## Исторические названия
- Ворошиловградский государственный медицинский институт
- Луганский государственный медицинский институт
- Луганский государственный медицинский университет
- Луганский государственный медицинский университет имени Святителя Луки

## История
Основан в 1956 году, как Ворошиловградский государственный медицинский институт в соответствии с Распоряжением Совета Министров СССР № 2522 от 6 мая 1956 года. Первым исполняющим обязанности ректора стал главврач Областной больницы имени Ф. Э. Дзержинского, заслуженный врач Украины Иван Данилович Ващенко.
Его преемником стал д.мед.н., проф. Пальчевский Евгений Игнатович, который возглавлял институт с февраля 1957 по май 1960 г. Под его руководством началось выполнение первой научной работы сотрудниками и студентами института, работа Учёного совета и студенческого научного общества. С мая 1960 до ноябрь 1963 г. ректором института был к.мед.н., доцент Повелица Фёдор Дмитриевич. В 1961 г. Институт произвёл свой первый выпуск: 166 дипломированных специалистов. К.мед.н., доцент Корчиков Донат Григорьевич был директором института с ноября 1963 по декабрь 1966 г., д.мед.н., проф. Чайковская Ирина Иосифовна — с декабря 1967 по июнь 1975 года. В эти годы были построены административный корпус и два студенческих общежития, обучение осуществлялось на 35 кафедрах. С сентября 1975 по 1984 г. ректором был к.мед.н., доцент Фаддеев Анатолий Николаевич. В 1979 году открылся факультет усовершенствования врачей (ныне — факультет последипломного образования), в 1983 — педиатрический. Также в 1983 началась подготовка иностранных студентов на лечебном факультете. В 1984—2003 гг. институт возглавлял Заслуженный деятель науки и техники Украины, академик Высшей школы, лауреат Государственной премии Украины, д.мед.н., проф. Ковешников Владимир Георгиевич. В 1994 г. решением Кабинета Министров Украины институт получил статус университета (ЛГМУ).
Были построены новые административно-учебные корпуса, общежитие, университетская стоматологическая клиника, «Дворец книги», аптека-студия, стадион. С 2003 года по 2014 год университет возглавлял Заслуженный деятель науки и техники Украины, д.мед.н., проф. Ивченко Валерий Константинович . Первый ректор, избранный коллективом университета. Осуществил подготовку университета к организации обучения студентов на английском языке. 
В 2014 году после провозглашения ЛНР, часть преподавательского коллектива поддержала решение остаться в Луганске. 
В феврале 2016 года, в университете, были замечены различные правонарушения, связанные с коррупцией.
Распоряжением Совета Министров ЛНР от 29 ноября 2016 года № 1291-р университету было присвоено имя Святителя Луки (В. Ф. Войно-Ясенецкого).
На сегодняшний день, материально-техническая база университета ежегодно расширяется. ЛГМУ имеет три учебных корпуса, 5 компьютерных классов и библиотеку. Созданы клинические базы в лучших областных и городских лечебных учреждениях Луганской области. Для проведения практических занятий оборудованы лаборатории. Аудитории оснащены необходимым для обучения оборудованием: микроскопами, анатомическими моделями, наглядным материалом, компьютерами, мультимедийными досками и т. д. Студенты имеют возможность приобрести необходимые практические навыки на специальных медицинских тренажерах и симуляторах, а также на медицинском оборудовании (лапароскопическое оборудование, стоматологические установки, ЭКГ аппараты, кардиографы, УЗИ аппараты и другое). ЛГМУ предоставляет студентам общежитие на 350 мест. Для обеспечения питания в университете работает столовая.
Досуг студентов. В течение учебного года студенты занимаются спортом в тренажерном и спортивном залах. На базе университета создан Центр культуры и досуга студентов, где молодежь имеет возможность развивать таланты и проводить досуг. В ЛГМУ активно действуют такие организации, как студенческое самоуправление и студенческая профсоюзная организация.

## Институты и факультеты
- лечебный (1-й медицинский)
- педиатрический (2-й медицинский)
- фармацевтический
- стоматологический
- иностранных студентов
- последипломного образования

## Почетные выпускники
- Лауреаты Государственной премии Украины — д.мед.н. профессор Ивченко В. К., д.мед.н. профессор Ковешников В. Г.
- Академики Высшей школы Украины — д.мед.н. профессор Ковешников В. Г., д.мед.н. профессор Фролов В. М.
- Заслуженные деятели науки и техники Украины — д.мед.н. профессор Ивченко В. К., д.мед.н. профессор Ковешников В. Г., д.мед.н. профессор Добрин Б. Ю., д.мед.н. профессор Фролов В. М., д.мед.н. профессор Антипова С. В., д.мед.н. профессор Гайдаш И. С., д.мед.н. профессор Романюк Б. П., д.мед.н. профессор Лукьянчук В. Д., д.мед.н. профессор Комаревцева И. А.
- Заслуженный работник здравоохранения Украины — д.фарм.н. профессор Гудзенко А. П.
- Заслуженный работник промышленности Украины — Цибко В. И.
- Заслуженные врачи Украины — д.мед.н. профессор Чуб В. В., д.мед.н. профессор Иоффе И. В., к.мед.н. Донцова К. М., Померанцева Т. И.
- Почетные граждане Луганска — д.мед.н. профессор Ковешников В.Г, д.мед.н. профессор Ольшанецкий А. А., д.мед.н. профессор Земсков Н. Н.

## Награды и репутация
ГУ «Луганский государственный медицинский университет» уже долгое время занимает соответствующие места согласно рейтингу вузов Украины ЮНЕСКО «Топ 200»https://ru.osvita.ua/vnz/rating/74898/:
- 2008 год — 59 место
- 2009 год — 52 место
- 2010 год — 58 место
- 2011 год — 58 место

Согласно рейтингу медицинских вузов Украины в 2011 году университет занял 7-е место.
В 2011 году ГУ Луганский государственный медицинский университет "занял первое место среди медицинских вузов Украины по количеству иностранных студентов.
2006 г. Университет награждён Дипломом и Серебряной медалью МОН Украины по высокую профессиональную подготовку специалистов.
2007 г. Университет награждён Дипломом и Золотой медалью Всеукраинского проекта МОН Украины «Лучшие учреждения медицинского образования Украины».
2008 г. Трудовой коллектив университета награждён Почетной грамотой министра угольной промышленности Украины.
2010 г. Университет награждается серебряной медалью МОН Украины в номинации «Инновационное развитие образования и современные педагогические технологии».
2011 г. Университет награждается Золотой медалью МОН Украины в номинации «Международное сотрудничество в области образования и науки»
2012 г. Университет награждён Серебряной медалью МОН Украины в номинации «Создание и внедрение современных средств обучения».